# 张德拉·巴哈杜尔·丹奇
张德拉·巴哈杜尔·丹奇（尼泊爾語：收听ⓘ，1939年11月30日—2015年9月3日）曾經是世界上最矮的成年人，他住在尼泊尔加德满都200英里之外的边缘地区，身高只有54.6公分打破了此前由菲律宾人朱里·巴拉温（Junrey Balawing）保持的67公分世界纪录。
2015年9月3日，张德拉·巴哈杜尔·丹奇因病去世於美屬薩摩亞群島，享壽75歲。